# Franse parlementsverkiezingen 1798
In 1798 werden Franse parlementsverkiezingen gehouden voor het Wetgevend Lichaam, bestaande uit de Raad van Vijfhonderd en de Raad van Ouden. De verkiezingen vonden getrapt plaats van 9 tot 18 april (germinal jaar VI). Alleen belastingbetalende burgers mochten hun stem uitbrengen. 
In principe was een derde van de zetels verkiesbaar, maar door de zuivering na de vorige verkiezingen waren er 437 zetels vacant (298 voor de Vijfhonderd en 139 voor de Ouden). Op 11 mei werd het resultaat, een neo-jacobijnse overwinning, gedeeltelijk ongedaan gemaakt door het Directoire in de coup van 22 floréal. Het onderzoek van de geloofsbrieven leidde tot het weren van 127 neo-jakobijnse verkozenen. Slechts in 47 van de 96 departementen bleef de verkiezingsuitslag intact.